# Jean Chabbert
Jean-Berchmans-Marcel-Yves-Marie-Bernard Chabbert OFM (* 31. Dezember 1920 in Castres, Département Tarn; † 20. September 2016 in Béziers, Département Hérault) war ein französischer Ordensgeistlicher und römisch-katholischer Bischof von Perpignan-Elne.

## Leben
Jean Chabbert empfing am 29. Juni 1947 das Sakrament der Priesterweihe für die Ordensgemeinschaft der Franziskaner.
Papst Paul VI. ernannte ihn am 12. April 1967 zum Titularerzbischof von Quaestoriana und zum Koadjutorerzbischof von Rabat. Die Bischofsweihe spendete ihm am 7. Juli desselben Jahres der Erzbischof von Toulouse, Louis-Jean Kardinal Guyot; Mitkonsekratoren waren der Bischof von Carcassonne, Pierre-Marie Puech, und der Bischof von Dapaong, Barthélemy Hanrion OFM. Mit dem Tod von Erzbischof Louis Lefèvre am 15. Januar 1968 folgte er diesem als Erzbischof von Rabat nach.
Papst Johannes Paul II. ernannte ihn am 17. Juli 1982 zum Bischof von Perpignan-Elne unter Beibehaltung des persönlichen Titels eines Erzbischofs. Am 16. Januar 1996 nahm Johannes Paul II. sein aus Altersgründen vorgebrachtes Rücktrittsgesuch an.